# Eimeriorina
Eimeriorina sau Eimeriina reprezintă un subordin de coccidii din încrengătura Apicomplexa, paraziți homoxeni (monoxeni) și heteroxeni ai nevertebratelor și vertebratelor. Au următoarele particularități: macrogameții și microgamonții se dezvoltă independent, microgamonții formează de obicei numeroși microgameți, sizigii absente, zigot imobil, sporozoizii se află de obicei în sporocist. 